# Bogdan III le Borgne
Pour les articles homonymes, voir Bogdan.
Bogdan III, surnommé le Borgne ou l'Aveugle (roumain: Chiorul ou cel Orb), né le 9 mars 1479 et mort le 20 avril 1517, est Prince de Moldavie de 1504 à 1517. La monarchie étant élective dans les principautés roumaines (comme en Hongrie et Pologne voisines), le prince (voïvode, hospodar ou domnitor selon les époques et les sources) était élu par et parmi les boyards et, pour être nommé, régner et se maintenir, s'appuyait fréquemment sur les puissances voisines, hongroise, polonaise ou ottomane.

## Origine
Fils et successeur d'Étienne III le Grand, il se prénomme Vlad à sa naissance le 9 mars 1479, mais à la mort de son demi-frère aîné Bogdan en juillet de la même année, on lui attribue le prénom de ce dernier. Il monte sur le trône le 2 juillet 1504.

## Règne
Suivant les conseils de son père, il fait la paix avec les ottomans et dépêche le logothète Tăut à Constantinople pour porter au Sultan un tribut de 10 bourses d'or. Dans le même temps il envoie également des ambassadeurs au roi de Pologne pour lui demander la main de sa sœur Elisabeth Jagellon et offrir la restitution de deux villes occupées par son père en Pocoutie. La réponse du roi polonais est dilatoire et une seconde ambassade demeure également sans effet. Bogdan III, pour mieux se faire comprendre, pille la Pocoutie et repousse l'armée polonaise envoyée en représailles. De fait la troisième ambassade moldave auprès du roi Alexandre Ier Jagellon a plus de succès et un contrat de mariage est signé à Lublin le 16 février 1506. Toutefois après la mort du roi de Pologne, son frère et successeur Sigismond Ier de Pologne ne donne pas suite à ce projet d'union.
En 1507 Bogdan III combat le prince de Valachie, Radu IV cel Mare qu'il soupçonne de protéger un boyard transfuge. L'année suivante, il organise une nouvelle expédition contre la Pologne et pille la Galicie jusqu'à Lwow, mais fait la paix avec les Polonais au traité de Kamieniec Podolski le 22 janvier 1510, après que ceux-ci aient assiégé et pris la forteresse de Hotin l'année précédente. Cette paix était d'autant plus nécessaire, qu'au cours des années 1510/1513, c'est au tour de la Moldavie d'être ravagée à plusieurs reprises par les tatars du Khanat de Crimée qui dévastent le pays jusqu'à Jassy et emmenant de nombreux habitants en esclavage, multipliant l'implantation de villages moldaves en Transnistrie (Yédisan).
Face à ces offensives, Bogdan III cherche à nouveau un rapprochement de la Pologne qui subit elle aussi les attaques des tatars. Mais la Pologne se méfie de la Principauté de Moldavie qui n'était plus son alliée depuis 1455 et venait de la combattre. Il doit donc se résoudre à reconnaître la suzeraineté de la « Sublime Porte » et s'engager à lui payer un tribut annuel de 4 000 pièces d'or.
En février 1514, un agent de son frère Pierre Rareș revient en Moldavie avec une armée recrutée en Hongrie et sans doute le soutien de la Pologne, mais il est vaincu et exécuté. Bogdan III meurt le 20 avril 1517 et est inhumé au Monastère de Putna.

## Unions et des descendance
Après avoir été fiancé le 16 février 1506 avec Élisabeth Jagellon, la plus jeune fille du roi Casimir IV de Pologne, il épouse ensuite : 
- en 1510 Anastasia, morte le 12 octobre 1512 ;
- le 21 juillet 1513 Ruxandra Basarab, une fille du prince de Valachie, Mihnea Ier cel Rău.

Il n'aura pas de descendance légitime, mais laisse plusieurs fils naturels, dont :
avec Stanca morte le 28 janvier 1518:
- Ștefaniță Mușat ou Ștefan IV cel Tânăr (Étienne IV le Jeune), prince de Moldavie après lui ;
- Petru, mort le 20 septembre 1526

avec Anastasia de Lăpușna
- Petru prince de Moldavie.

## Sources
- Grigore Ureche Chronique de Moldavie. Depuis le milieu du XIVe siècle jusqu'à l'an 1594 Traduite et annoté par Emile Picot Ernest Leroux éditeur Paris 1878. Réédition Kessinger Legacy Reprints  (ISBN 9781167728846) p. 221-257.
- Nicolas Iorga Histoire des Roumains Volume IV, les chevaliers. Bucarest (1937)
- (ro) Constantin C. Giurescu & Dinu C. Giurescu, Istoria Românilor Volume II (1352-1606), Editura Ştiinţifică şi Enciclopedică, Bucureşti, 1976 p. 262-265.
- Jean Nouzille La Moldavie, Histoire tragique d'une région européenne, Ed. Bieler,  (ISBN 2-9520012-1-9).